# André Heuzé
André Heuzé (ur. 5 grudnia 1880 w Paryżu, zm. 16 sierpnia 1942 we Francji) – francuski scenarzysta i reżyser filmowy.
Początkowo zajmował się dramatopisarstwem, jednak od 1904 lub 1906 (zależnie od źródła) zaczął pracować w przemyśle filmowym. Pisał scenariusze dla wytwórni Pathé Frères. Od 1912 r. zajmował się reżyserią filmową dla Les Grands Films Populaires.
W 1914 r. na krótko piastował stanowisko redaktora naczelnego czasopisma Le Film. Był też wojskowym operatorem filmowym w czasie I wojny światowej.

## Wybrana filmografia
- La Course à la perruque (1906), scenariusz.
- seria komediowa Boireau, scenariusz[2]
- Madame Durand au Skating (1911)
- Ma concierge est trop jolie (1912)[1]
- Le Bossu (1913), reżyseria. Jeden z największych sukcesów filmowych tamtego roku[3]
- Le Camelot de Paris (1914), reżyseria
- Debout les morts! (1916), reżyseria